# Sextant
För stjärnbilden, se Sextanten.

En sextant.

Hur man använder sextanten för att mäta solens höjd över horisonten.

Sextant (lat. sextans, "sjättedel") är ett instrument avsett för uppmätning av vinklar och används vid astronomiska och nautiska observationer.
Instrumentet är försett med en skala, kallad limb eller arc, graderad från 0° till 120°. Instrumentets konstruktion är grundad på den omständigheten att en ljusstråle, som successivt reflekterats från två plana speglar, vid utgåendet från den sista spegeln bildar en vinkel med sin ursprungliga riktning, som är lika med dubbla vinkeln mellan spegelplanen.
Namnet kommer av latinets sextans, vilket betyder sjättedelen av en cirkel. Instrumentets gradskala utgör en sjättedel av en cirkel och ger instrumentet dess form. Instrument med en gradskala motsvarande en åttondels cirkel kallas oktant.

## Användning
Sextanten har sin främsta användning vid navigation till sjöss, där den oftast används för uppmätning av solens eller andra himlakroppars höjd över horisonten. Både solen och horisonten iakttas genom samma okular och vinkeln mellan dessa avläses på den graderade skalan i nederdelen av instrumentet. Solens höjd över horisonten vid ett visst klockslag och en viss dag på året är alltid densamma. Med hjälp av tabellverk kan man på detta sätt fastställa vilken latitud man befinner sig på. Genom flera mätningar vid bestämda klockslag kan man också fastställa vilken longitud man befinner sig på. Skärningspunkten mellan latitud och longitud ger positionen på jordklotet.

## Historik
Föregångare till sextanten var astrolabiet, en cirkelformad vinkelmätare som arabiska sjömän introducerade i Europa på 1200-talet och jakobstaven som bestod av en graderad skala med en flyttbar tvärpinne. Under 1500- och 1600-talet utvecklades förbättrade vinkelmätningsinstrument, t.ex. John Davis kvadrant. Omkring 1730 konstruerade John Hadley en förbättrad kvadrant, som han sedan vidareutvecklade till oktanten genom att vrida instrumentets kikare 180 grader, så att mätskalan hamnade underst. 
På förslag av kaptenen (sedermera amiralen) John Campbell  (1720–1790), som provat den av Tobias Mayer utvecklade måndistansmetoden för att bestämma longituden till sjöss och funnit både Mayers eget vinkelmätningsinstrument (den sk. spegelcirkeln) och Hadleys oktant otillräckliga, konstruerade instrumentmakaren John Bird (1709–1776) sextanten, som med en skala motsvarande en sjättedels cirkelbåge, kan mäta vinklar större än 90 grader.
Under andra världskriget utvecklades den så kallade bubbelsextanten, som använder en konstgjord horisont i form av en libell (en luftbubbla i vätska under ett kupigt glas). Den kunde användas även när horisonten var skymd i dis eller dimma och nyttjades främst i ubåtar och i flygplan.